# Alfred Motté
Alfred Motté, né le 2 juin 1887 à Roubaix et mort le 31 octobre 1918 à Sézanne, est un athlète français. 

## Biographie
Il termine cinquième du concours de saut en hauteur sans élan aux Jeux olympiques d'été de 1908 et dixième du concours de saut en longueur sans élan aux Jeux olympiques d'été de 1912.
Il est sacré champion de France de saut en hauteur sans élan en 1907 et 1908 et de saut en longueur sans élan en 1909, 1911 et 1912.
Il meurt lors de la Première Guerre mondiale des suites d'une maladie contractée au front et porte la mention de mort pour la France.